# لب آب (فیلم)
لبِ آب (انگلیسی: The Water Margin) فیلمی به کارگردانی وو ما است که در سال ۱۹۷۲ منتشر شد.